# Takashi Shirozu
Takashi Shirozu (jap. 白水隆 Shirozu Takashi; ur. 14 września 1917 w Fukuoce, zm. 2 kwietnia 2004) – japoński entomolog, specjalizujący się w lepidopterologii.
Shirozu napisał m.in.: "Butterflies of Formosa in Colour" (Osaka, 1960), "Early Stages of Japanese Butterflies in  Colour" (z Akirą Harą, 1960) oraz "Butterflies of Japan Illustrated in Colour" (Tokio, 1964) do których zilustrowania użyto zaawansowanych japońskich technologii optycznych i druku kolorowego. Opublikował również wiele artykułów naukowych opisujących nowe gatunki motyli. Miał tytuł professor emeritus na Kyushu University oraz president emeritus w Lepidopterological Society of Japan.